# Біарріц Олімпік (регбійний клуб)
Біарріц Олімпік Пеї Баск (фр. Biarritz Olympique Pays Basque), також Біарріц Олімпік, або просто Біарріц — французький регбійний клуб, який виступає у другій лізі національного чемпіонату (Про Д2). Команда базується в прибережному місті Біарріц в Аквітанії і проводить домашні матчі на стадіоні Парк де Спорт Агілера, здатному вмістити 15 000 глядачів. Деякі матчі, інтерес публіки до яких перевищує потенціал інфраструктури Парку де Спорт Агілера, клуб проводить на арені стадіону Аноета в іспанському Сан-Себастьяні. Аквітанська команда є однією з найтитулованіших в регіоні, зокрема Біарріц є п'ятиразовим чемпіоніом Франції. Традиційні кольори клубу — червоний і білий.
Команда була створена в 1913 році в результаті об'єднання регбійних клубів Біарріц Стад (фр. Biarritz Stade) і Біарріц Спортінг Клаб (фр. Biarritz Sporting Club). Баски вперше зіграли у фіналі французького чемпіонату в 1934 році. Тоді колектив поступився іншому представнику департаменту Атлантичні Піренеї — команді Авірон Байонне. Через рік Біарріц взяв свій перший титул, перемігши у вирішальному матчі не баскський, але каталонський клуб Перпіньян. У тому ж десятилітті ці команди ще двічі зустрічалися в фіналі, причому одна перемога дісталася Біарріц, а інша - Перпіньянові. Наступний фінал аквітанців відбувся тільки в 1992 році, потім команда з'явилася в головному матчі 2002 року. У 2005—2006 роках, Біарріц перемагав і здобув титули чемпіона. У 2006 та 2010 роках клуб ставав фіналістом кубка Хайнекен.

## Історія

### Ранні роки
Попередники Біарріца з'явилися ще наприкінці XIX століття. Атлетичний клуб Біарріц Стад (фр. Biarritz Stade) став відомий під цією назвою уже у 1902 році, а команду Біарріц Спортінг Клаб (фр. Biarritz Sporting Club) було створено сім років пізніше у 1909. 26 квітня 1913 року організації об'єдналися в нову структуру Біарріц Олімпік, а першим президентом загального міського клубу став М. П. Кампань. 13 травня 1934 роки клуб дійшов до фіналу французького чемпіонату. Матч, що пройшов на стадіоні Стад де Пон Жюмо в Тулузі в присутності 18 тисяч глядачів, завершився перемогою суперника — Авірон Байонне- з рахунком 13:8. Цей фінал є єдиним вирішальним матчем французьких вищих дивізіонів, в якому зустрілися дві команди, які представляли баскське співтовариство. Якщо не брати до уваги суто паризькі протистояння кінця XIX століття, цей фінал також характеризується найкоротшою відстанню між місцями дислокації суперників: бази команд розташовувалися всього в 3 кілометрах один від одного.
Рік по тому Біарріц знову вийшов у фінал. Тепер клуб мав зустрітись з командою Перпіньян. Баски виявилися сильнішими і вперше завоювали титул чемпіона країни, завдяки перемозі 3:0. У наступні кілька років гравці клубу закріпили цей успіх. У 1938 році суперники знову боролися за титул, проте на цей раз червоно-білі поступилися (6:11). Але вже в наступному сезоні регбісти Біарріца взяли реванш і обіграли каталонців з рахунком 6:0. Після цього клуб не тільки не з'являвся в фіналі, але і не складав серйозної конкуренції лідерам чемпіонату протягом майже півстоліття.

### 1980-ті та 1990-ті
Команді знову посміхнулась вдача тільки в кінці 1980-тих років. У 1989 році Біарріц зіграв у фіналі турніру Шаленж Ів дю Мануар, своєму першому з 1937 року, однак Біарріц поступився в довгоочікуваному фіналі команді Нарбонн з рахунком 12:18. У 1992 році клуб зіграв у вирішальному матчі чемпіонату. Зустріч на столичному Парк де Пренс регбісти теж програли, переміг Тулон (14:19). У сезоні 1997/1998 команда вперше виступила на міжнародній арені, зігравши в Європейському кубку з регбі. Біарріц виграв три матчі з шести у груповому етапі, тому команді не вдалось вийти в наступний раунд. Наступний розіграш кубка склався для колективу таким же чином: незважаючи на те, що в цей раз Біарріц виграв вже чотири матчі, команда посіла третє місце. Попереду опинилися інші французькі клуби — Ажен і Брів.
У своєму третьому єврокубку команда нарешті подолала бар'єр групової стадії. Команда програла лише один матч і здобула баскам перше місце в групі. Проте вже в матчі 1/4 фіналу, червоно-білі програли. Перемогу над командою отримав англійський Брістоль. Сезон 1999/2000 приніс клубу перший за довгий час трофей: команда стала володарем кубка Франції (останній у 1937 році). У фінальній грі баски перемогли Брів з рахунком 24:13. Крім того, Біарріц отримав можливість в перший раз зіграти в головному європейському турнірі - кубку Хайнекен ..

### 2000-ні
Дебут команди в змаганні кубок Хайнекен пройшов досить вдало.  Клуб став першим в групі, а потім програв ірландському Манстер в чвертьфіналі на арені Томонд Парк (29:38). Рік по тому команда посіла друге місце в групі, і не пробилася в плей-офф кубка.
У 2002 році баски стали фіналістами національного чемпіонату. 78 457 глядачів на стадіоні Стад де Франс стали свідками перемоги Біарріца, який виграв у Ажена (25:22). У тому ж сезоні команда стала фіналістом кубка Франції. У зустрічі за право володіти трофеєм Біарріц програв команді Стад Рошель (19:21). Червоно-білі домоглися успіху і в кубку Хайнекен в сезоні 2002/2003: французи стали першими в групі і вийшли до чвертьфіналу, але знову програли ірландцям, на цей раз з Ленстера (13:18). Матч пройшов у Дубліні на стадіоні Ленсдаун Роуд.
Новий сезон головного єврокубка став для команди найкращим на той момент. Вперше Біарріц увійшли до числа чотирьох найсильніших команд Європи, адже їм вдалось вийшли в півфінал. За підсумками вдалого групового етапу клуб вийшов в 1/4 фіналу, де переміг валлійський Лланеллі Скарлетс. Наступний матч розігрувався поміж двома французькими командами, оскільки Біарріц зустрілись з Тулузою. Як і в багатьох матчах національного чемпіонату, регбісти з Тулузи показали перевагу над червоно-білими і виграли з рахунком 19:11. Сезон 2004/2005 приніс Біарріц чергове перше місце в груповому етапі кубка. Команда програла лише один раз, басків перевершили англійці з Лондон Уоспс. У чвертьфіналі команда взяла реванш за колись програний матч у Манстера. Другий поспіль вихід у півфінал, став межею для команди. Біарріц знову не змогли виграти матч, хоте їх суперником на той час був Стад Франсе (17:20). У 2005 році суперники зустрілися в фіналі французького чемпіонату. Тоді кращими стали гравці Біарріца, які виграли в наполегливому домашньому матчі (37:34).
2006 рік увійшов в історію клубу завдяки тому, що Біарріц вперше вийшли у фінал кубка Хайнекен. Незважаючи на поразку в першому турі групового етапу від Сарасенс, французи виграли всі інші матчі і вийшли в плей-ФФ, де послідовно взяли верх над англійськими Сейл Шаркс та Баз. У підсумковому матчі червоно-білі зустрілись з іще одним суперником з Британських островів, добре знайомим регбістам Біарріца — ірландським Манстером. В результаті кубок дістався саме ірландцям, які виграли матч 23:19. Оговтавшись від поразки, баски зіграли у фіналі внутрішнього чемпіонату. До перерви матчу з Тулузою Біарріц вів 9:6. Значно більша перевага Біарріцу спостерігалась після закінчення другого тайму: перемігши з рахунком 40:13 червоно-білі виграли головний приз турніру. У сезоні кубка Хайнекен 2006/2007 клуб виграв всі шість матчів групового етапу і набрав 29 турнірних очок. Команда отримала право зіграти в чвертьфіналі на домашньому стадіоні. Підвищений інтерес глядачів до гри змусив керівництво провести зустріч на іспанській арені Аноета в Сан-Себастьяні. Проте, очікування вболівальників не виправдалися, і Біарріц програв команді Нортхемптон Сейнтс з мінімальною перевагою (7:8). У 2010 році клуб за традицією виграв групові матчі і вийшов в плей-офф. Потім баски виграли у валлійського Оспрейз і Манстера — обидва матчі пройшли на Аноета. У важливому фінальному матчі Біарріц все ж упустив можливість виграти кубок і програв Тулузі (19:21). Чисто французьке протистояння відбулося 22 травня на Стад де Франс у передмісті Парижа — Сен-Дені.
18 травня 2012 року Біарріц став переможцем Європейського кубка з регбі. Червоно-білі обіграли співвітчизників з Тулону на британському стадіоні Твікенхем Ступ. За підсумками сезону 2013/2014 команда вибула у другий дивізіон національної першості.

## Стадіон

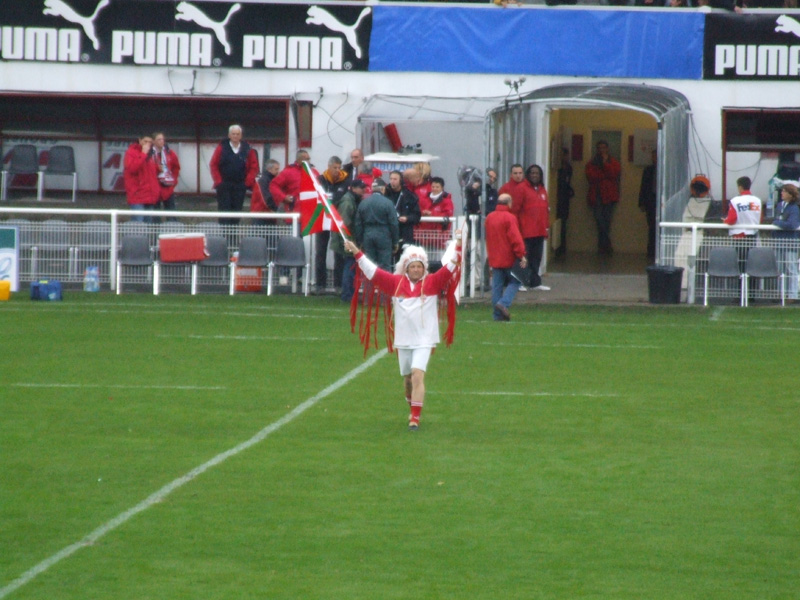
Рабаньї, талізман команди.

Біарріц розігрують свої домашні матчі на багатофункціональному стадіоні Парк де Спорт Агілера. Об'єкт використовується переважно для проведення регбійних матчів. Крім того, на ньому пройшов матч між збірною Аргентини та Френч Барберієнс.
Іноді клуб грає на стадіоні Аноета, який знаходиться поза межами Франції. Справа в тому, що серед відповідних для великих матчів об'єктів цей стадіон розташований найближче до міста. Іспанський стадіон здатний прийняти близько 32 тисяч уболівальників. Перший матч клубу на арені відбувся в сезоні 2004/2005, коли баски зустрілися з Манстер в чвертьфіналі кубка Хайнекен. Через рік французька команда знову прибула в Сан-Себастьян і зіграла там як чвертьфінальний, так і півфінальний матчі турніру. Гра наступного сезону проти Нортхемптон Сейнтс також пройшла в Іспанії. У сезоні 2009/2010 чемпіонату Франції Біарріц провів два домашні матчі (проти Авірон Байонне та Тулузи) на цьому ж стадіоні. Матчі 1/4 та 1/2 фіналу кубка Хайнекен сезону 2009/2010 також відбулися в Сан-Себастьяні.

## Кольори, походження назви та вболівальники
Переважно регбісти Біарріца грають  в червоно-білих формах. Домашній комплект включає білу футболку з червоними боками, червоні гетри і шорти. Спереді виїзної футболки знаходяться три кольори: червоний, білий і зелений; один з рукавів зафарбований в зелений колір. Крім того, гетри та шорти гравців лишились білими. Екіпіруванням гравців Біарріца займається компанія Буррда Спорт (фр. Burrda Sport). Провідним спонсором клубу, чия реклама присутня на формі регбістів, є консалтингове агентство Capgemini.
Клуб отримав нинішню назву Біарріц Олімпік Пеї Баск(фр. Biarritz Olympique Pays Basque) у 1998 році. Новий варіант іменування був прийнятий для того, щоб відобразити баскське походження команди і зміцнити нинішні зв'язки з цією ж етнічною групою. Логотипом клубу є червоно-білий щит, на який нанесено латинські букви B і O. Довкола нижньої частині щита розташований напис зеленим кольором Пеї Баск (фр. Pays Basque).
Часто вболівальники клубу використовують баскський прапор. На трибунах виконуються традиційні пісні басків, при цьому вболівальники команди мають репутацією хороших виконавців. Вважається, що матчі, які проходять на Парк де Спорт Агілера є вкрай неприємними для суперників, оскільки фанати клубу забезпечують гравцям потужну звукову підтримку.

## Досягнення
Топ 14
- Чемпіон: 1935, 1939, 2002, 2005, 2006
- Фіналіст: 1934, 1938, 1992

Кубок Хайнекен
- Фіналіст: 2006, 2010

Європейський кубок з регбі
- Переможець: 2012

Шаленж Ів дю Мануар
- Переможець: 1937, 2000
- Фіналіст: 1989

Кубок Франції
- Фіналіст: 2002

## Фінальні матчі

### Топ 14
|                |                 |           |                 |                          |               |
| Дата           | Чемпіон         | Результат | Фіналіст        | Стадіон                  | Вболівальники |
| 13 травня 1934 | Авірон Байонне  | 13:8      | Біарріц Олімпік | Стад де Пон Жюмо, Тулуза | 18 000        |
| 12 травня 1935 | Біарріц Олімпік | 3:0       | Перпіньян       | Стад де Пон Жюмо, Тулуза | 23 000        |
| 8 травня 1938  | Перпіньян       | 11:6      | Біарріц Олімпік | Стад де Пон Жюмо, Тулуза | 24 600        |
| 30 квітня 1939 | Біарріц Олімпік | 6:0       | Перпіньян       | Стад де Пон Жюмо, Тулуза | 23 000        |
| 6 червня 1992  | Тулон           | 19:3      | Біарріц Олімпік | Парк де Пренс, Париж     | 48 000        |
| 8 червня 2002  | Біарріц Олімпік | 25:22     | Ажен            | Стад де Франс, Сен-Дені  | 78 457        |
| 11 червня 2005 | Біарріц Олімпік | 37:34     | Стад Франсе     | Стад де Франс, Сен-Дені  | 79 475        |
| 10 червня 2006 | Біарріц Олімпік | 40:13     | Тулуза          | Стад де Франс, Сен-Дені  | 79 474        |

### Кубок Хайнекен
|                |         |           |                 |                         |               |
| Дата           | Чемпіон | Результат | Фіналіст        | Стадіон                 | Вболівальники |
| 20 травня 2006 | Манстер | 23:19     | Біарріц Олімпік | Мілленіум, Кардіфф      | 74 534        |
| 22 травня 2010 | Тулуза  | 21:19     | Біарріц Олімпік | Стад де Франс, Сен-Дені | 78 962        |

### Європейський кубок з регбі
|                |                 |           |          |                        |               |
| Дата           | Чемпіон         | Результат | Фіналіст | Стадіон                | Вболівальники |
| 18 травня 2012 | Біарріц Олімпік | 21:18     | Тулон    | Твікенхем Ступ, Лондон | 9 376         |

### Шаленж Ів дю Мануар
|      |                 |           |                 |
| Рік  | Чемпіон         | Результат | Фіналіст        |
| 1937 | Біарріц Олімпік | 9:3       | Перпіньян       |
| 1989 | Нарбонн         | 18:12     | Біарріц Олімпік |
| 2000 | Біарріц Олімпік | 24:13     | Брів            |

### Європейські рекорди
| Сезон     | Турнір                               | Ігри      | Ігри     | Ігри  | Ігри    | Бали    | Бали      | Бали    | Примітки                                           |
| Сезон     | Турнір                               | розіграно | перемоги | нічия | поразки | здобуто | пропущено | різниця | Примітки                                           |
| --------- | ------------------------------------ | --------- | -------- | ----- | ------- | ------- | --------- | ------- | -------------------------------------------------- |
| 2011–2012 | Кубок Хайнекен                       | 6         | 3        | 0     | 3       | 143     | 105       | +42     | Другі у лізі; аванс до Європейського кубку з регбі |
| 2011–2012 | Кубок Амліна                         | 3         | 3        | 0     | 0       | 66      | 41        | +19     | Чемпіони                                           |
| 2010/2011 | Кубок Хайнекен                       | 7         | 4        | 0     | 3       | 160     | 112       | +48     | чвертьфіналіст (поразка від Тулузи)                |
| 2009/2010 | Кубок Хайнекен                       | 9         | 7        | 0     | 2       | 254     | 153       | +101    | фіналіст (Тулузи)                                  |
| 2008/2009 | Кубок Хайнекен                       | 6         | 3        | 0     | 3       | 121     | 88        | +33     |                                                    |
| 2007/2008 | Кубок Хайнекен                       | 6         | 4        | 0     | 2       | 109     | 116       | −7      |                                                    |
| 2006/2007 | Кубок Хайнекен                       | 7         | 6        | 0     | 1       | 192     | 52        | +140    | чвертьфіналіст (поразка від Нортхемптон Сейнтс)    |
| 2005/2006 | Кубок Хайнекен                       | 9         | 7        | 0     | 2       | 230     | 131       | 99      | чвертьфіналіст (поразка від Манстера)              |
| 2004/2005 | Кубок Хайнекен                       | 9         | 6        | 0     | 2       | 199     | 122       | 77      | півфіналіст (поразка від Стад Франсе)              |
| 2003/2004 | Кубок Хайнекен                       | 8         | 5        | 0     | 3       | 177     | 126       | 51      | півфіналіст (поразка від Тулузи)                   |
| 2002/2003 | Кубок Хайнекен                       | 7         | 4        | 0     | 3       | 185     | 128       | 57      |                                                    |
| 2001/2002 | Кубок Хайнекен                       | 6         | 2        | 1     | 3       | 104     | 95        | 9       | чвертьфіналіст (поразка від Лейнстер)              |
| 2000/2001 | Кубок Хайнекен                       | 7         | 4        | 0     | 3       | 193     | 190       | 3       | чвертьфіналіст (поразка від Манстера)              |
| 1999/2000 | Кубок Європейських чемпіонів з регбі | 7         | 5        | 0     | 2       | 256     | 109       | 147     | чвертьфіналіст (поразка від Бристоль)              |
| 1998/1999 | Кубок Європейських чемпіонів з регбі | 6         | 4        | 0     | 2       | 187     | 124       | 63      |                                                    |
| 1997/1998 | Кубок Європейських чемпіонів з регбі | 6         | 3        | 0     | 3       | 123     | 153       | −30     |                                                    |

## Сезон 2016—2017 Про Д2[4]
| 1 | Ойонна                   | 19                                | 12 | 0 | 7  | 541 | 407 | +134 | 5 | 5 | 58 |
| 2 | Ажен                     | 19                                | 12 | 1 | 6  | 501 | 397 | +104 | 3 | 3 | 56 |
| 3 | Монтобан                 | 19                                | 12 | 0 | 7  | 462 | 322 | +140 | 4 | 2 | 54 |
| 4 | Коломьє                  | 19                                | 12 | 0 | 7  | 473 | 350 | +123 | 3 | 2 | 53 |
| 5 | Мон-де-Марсан            | 19                                | 11 | 0 | 8  | 426 | 383 | +43  | 2 | 6 | 52 |
| 6 | Біарріц Олімпік          | 19                                | 11 | 0 | 8  | 455 | 424 | +31  | 1 | 3 | 48 |
| 7 | Каркассон                | 19                                | 10 | 1 | 8  | 422 | 396 | +26  | 2 | 2 | 46 |
| 8 | Стад Орійяк              | 19                                | 10 | 0 | 9  | 408 | 434 | –26  | 3 | 3 | 46 |
| 9 | Ангулем                  | 19                                | 10 | 1 | 8  | 358 | 382 | -24  | 1 | 1 | 44 |
| 10 | Перпіньян                | 19                                | 8  | 1 | 10 | 419 | 407 | +12  | 5 | 3 | 42 |
| 11 | Дакс                     | 19                                | 9  | 0 | 10 | 413 | 483 | -70  | 1 | 4 | 41 |
| 12 | Нарбонн                  | 19                                | 9  | 1 | 9  | 365 | 474 | −109 | 1 | 0 | 39 |
| 13 | Безьє Еро                | 19                                | 7  | 0 | 12 | 418 | 391 | +27  | 6 | 3 | 37 |
| 14 | Ванн                     | 19                                | 5  | 2 | 12 | 383 | 480 | −97  | 1 | 5 | 30 |
| 15 | Альбі                    | 19                                | 6  | 2 | 11 | 372 | 505 | −133 | 0 | 2 | 30 |
| 16 | Бургуен Жальє            | 19                                | 3  | 1 | 15 | 308 | 489 | −181 | 1 | 4 | 19 |
| Зелений фон Чемпіони, автоматичний аванс до Топ 14. Голубий фон Команди, які вийшли у плей-офф Червоний фон Команди, які вилітають в Федераль 1. Примітки:Якщо дві команди здобули таку саму кількість балів, їх позиція вираховується по результатам різниці зібраних балів. |                          |                                   |    |   |    |     |     |      |   |   |    |
| | 2016–2017 Про Д2 Таблиця | читати · редагувати · обговорення |    |   |    |     |     |      |   |   |    |